# Viel zu weit
Chansons représentant l'Allemagne au Concours Eurovision de la chanson
Träume sind für alle da
(1992) Wir geben 'ne Party
(1994)
Viel zu weit (en français Beaucoup trop loin) est la chanson représentant l'Allemagne au Concours Eurovision de la chanson 1993. Elle est interprétée par le groupe Münchener Freiheit.

## Eurovision
Le groupe allemand Münchener Freiheit est choisie pour participer au Concours Eurovision de la chanson 1993 par le diffuseur Mitteldeutscher Rundfunk après avoir consulté l'ARD. Le groupe accepte en espérant relancer sa carrière en Allemagne et en Europe.
La chanson est la troisième de la soirée, suivant Esmer yarim interprétée par Burak Aydos pour la Turquie et précédant Moi, tout simplement interprétée par Annie Cotton pour la Suisse.
Les cinq hommes de Münchener Freiheit terminent leur apparition tout en blanc : non seulement les costumes, mais aussi la guitare d'abord dorée, la batterie, la basse et le piano à queue brillaient d'un blanc comme neige sur la scène. 
À la fin des votes, elle obtient 18 points et finit dix-huitième des vingt-cinq participants.

### Points attribués à l'Allemagne
| 12 points | 10 points | 8 points   | 7 points | 6 points   |
| --------- | --------- | ---------- | -------- | ---------- |
|           |           | - Italie   |          |            |
| 5 points  | 4 points  | 3 points   | 2 points | 1 point    |
|           | - Irlande | - Danemark | - Suisse | - Pays-Bas |

## Single
Münchener Freiheit enregistre aussi la chanson en anglais (Far Away), en français (Très loin) et en espagnol (Un sueño nada más).
Le single sort le 7 avril 1993 chez Columbia Records. La face B est la version anglaise. Le titre atteint la 53e place des ventes allemandes et est placé pendant cinq semaines.